# Драгоміно
Драгоміно (англ. Dragomino) — дитяча настільна гра на викладання плиток, розроблена Бруно Катала, Марі Форт та Вільфрідом Фортом і випущена Blue Orange Games. Вона заснована на грі Kingdomino. Гра здобула нагороду «Kinderspiel des Jahres» у 2021 році. В Україні локалізована видавництвом «Feelindigo».

## Ігровий процес
Кожен гравець є драконячим вершником, що вистежує драконів і починає гру з однієї базової ландшафтної плитки, яка складається з пустелі та снігової місцевості. Існує шість типів ландшафтних плиток: пустеля, ліс, гора, прерія, сніг і вулкан. Кожен хід гравець виконує дві дії: відвідує місце, вибираючи одну з чотирьох доступних плиток; і показує відкриття, з'єднуючи нову плитку зі своїм полем.
Після цього гравець перевіряє зв'язки між краями нової плитки та тих, що вже є на полі. Якщо ландшафти відрізняються, не відбувається жодних дій, тоді як ті, що відповідають, дозволяють гравцеві взяти жетон драконячого яйця відповідного типу, позначеного кольором, за кожен збіг. Потім гравець перевертає жетон драконячого яйця, щоб розкрити або дитинча дракона, або порожню шкаралупу. Це потім розміщується на місці збігу.
Дитинча дракона дає 1 бал, тоді як порожня шкаралупа не має вартості, але дозволяє гравцеві отримати жетон матері-дракона. Цей жетон надає гравцеві першу дію в наступному ході, але його може взяти інший гравець у тому ж ході. Ймовірність появи дитинча дракона залежить від яйця: червоні яйця (вулкан) мають найбільшу ймовірність, а жовті яйця (пустеля) — найменшу.
Гра закінчується, коли всі ландшафтні плитки взяті. Гравці підраховують кількість дитинчат драконів, і гравець із жетоном матері-дракона отримує додатковий бал.

## Відгуки
У рецензії для Board Game Quest Джейсон Келм заявляє, що гра має «фантастичне оформлення», особливо для унікальних драконів та їх різноманітності. Наомі Леучлі також заявила, що «художнє оформлення … це те, де гра дійсно сяє» у своїй рецензії для Casual Game Revolution, особливо зазначивши «унікальні та милі зображення кожного дракона».
Келм також зазначив, що маленькі діти можуть заплутатися через два типи зелених плиток у грі та використання матері-дракона для зміни гравця, який починає кожен раунд.